# Centrolepis pedderensis
Centrolepis pedderensis là một loài thực vật có hoa trong họ Centrolepidaceae. Loài này được W.M.Curtis mô tả khoa học đầu tiên năm 1985.